# The Virtuous Thief
The Virtuous Thief er en amerikansk stumfilm fra 1919 af Fred Niblo.

## Medvirkende
- Enid Bennett som Shirley Armitage
- Niles Welch som Bobbie Baker
- Lloyd Hughes som Dick Armitage
- Willis Marks som Jefferson Armitage
- William Conklin som Walter Haskell